# ISO 3166-2:TK
ISO 3166-2:TK — стандарт Международной организации по стандартизации, который определяет геокоды. Является подмножеством стандарта ISO 3166-2, относящимся к Токелау. Стандарт охватывает Токелау как зависимую территорию Новой Зеландии. Код состоит  из: кода Alpha2 по стандарту ISO 3166-1 для Токелау — TK. Геокод являются подмножеством кода домена верхнего уровня — TK, присвоенного Токелау в соответствии со стандартами ISO 3166-1.

## Геокоды административно-территориального деления Токелау
| Название | Alpha2 | Alpha3 | цифровой | Геокод по ISO 3166-2 | Статус               |
| -------- | ------ | ------ | -------- | -------------------- | -------------------- |
| Токелау  | TK     | TKL    | 772      | не присвоен          | зависимая территория |